# Staffan Lindberg (musiker)
Staffan Lars Lindberg, född 9 februari 1966 i Uppsala domkyrkoförsamling, Uppsala län, är en svensk basist, sångare, arrangör och kompositör. 

## Biografi
Lindberg har blivit känd genom sånggruppen Viba Femba där han sjöng andrabas mellan 1984 och 2003. Han slutade sedan i sånggruppen för att gå vidare som frilansande musiker, artist och skribent. Han har samarbetat med andra musiker runtom i landet och i Uppsala där han kommer från. Han har även sjungit i Octavox, Radiokören och Eric Ericsons Kammarkör där han medverkat på skivor och liveframträdanden.
Staffan Lindberg kom med grundidén till, och medverkade i, SVT:s program Musikministeriet.
Han turnerade 2007 runt i Sverige med föreställningen Det finns bara dåliga kläder, där han föreläste och skämtade om Klimathotet och berättade om hur han själv försöker minska sina koldioxidutsläpp genom koldioxidbantning. Delar av den föreställningen gjorde Lindberg 2008 och 2009 tillsammans med meteorologen Pär Holmgren. Han har i anslutning till showen gett ut boken Jag skulle ha bytt till lågenergilampa i hallen - En koldioxidbantares bekännelser (2010) som är späckad med aktuella fakta om miljöfrågorna och på ett slagkraftigt och inspirerande sätt tecknar en bild av hur mörk eller ljus vår framtid kommer bli beroende på hur vi möter klimatförändringarna.
De gjorde tillsammans med Lasse Eriksson i slutet av maj 2009 en "Elmopedturné" i och runt Uppsala. Under efterföljande år reste Lindberg och Holmgren med Elmopedturnén till nästan alla landskap i Sverige.